# Церква і монастир Святої Трійці (Бучач)
Церква і монастир Святої Трійці — втрачена культова споруда (розібрана 1808 року) та обитель ченців у Бучачі, збудовані 1612 року.

## Відомості

### Православний період
Час заснування та побудови дерев'яних будівель невідомий. «Congregatio de propaganda fide» згадує, що 1612 р. за сприяння Марії Могили-Потоцької (православної за віросповіданням) на правому березі Стрипи — на найвищому бучацькому узгір'ї — для православних монахів було збудовано муровані церкву Святої Трійці та монастир (старі дерев'яні будівлі руйнувалися), або був відбудований та заселений монахами коштом Марії Могилянки близько 1612 р.).
У 1636 році капітал монастиря становив 4000 злотих, відсотки — 280, які щороку в день святого Михаїла отримував ігумен. Згідно грамоти Марії Могилянки від 1636 року, її нащадки мали дотримуватись традиції.[джерело?]

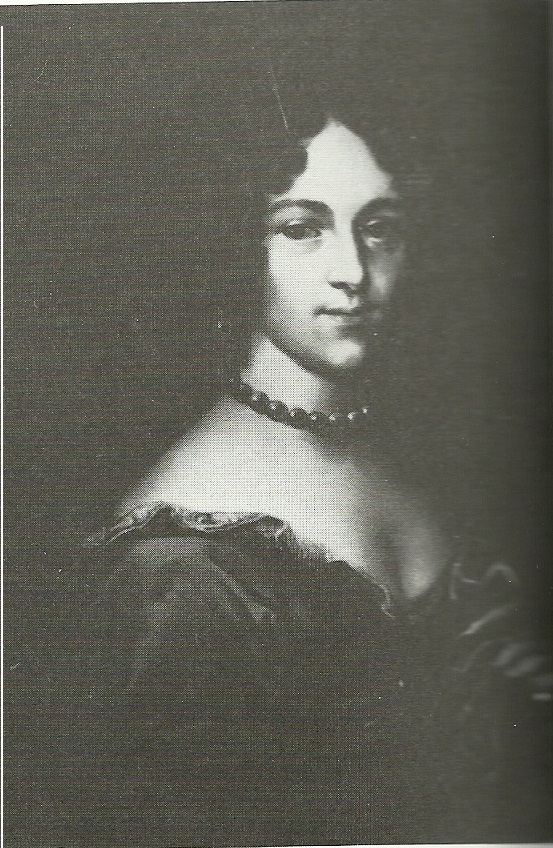
Марія Амалія Могилянка-Потоцька

Церква за тодішньою традицією нагадувала церкву святого Миколая в місті, тільки була ширшою, довшою.

### Римо-католицький період
1652 р. власник (дідич) міста Ян Потоцький, порушивши розпорядження матері, подарував на вічні часи василіянський монастир Святої Трійці з церквою та всім майном католицькому монашому ордену домініканів, надав ґрунт (земельну ділянку) для кляштора. За версією сучасних польських дослідників Анни Чиж, Бартломея Ґутовского: 1) монахів силою вигнали з монастиря; 2) Ян Потоцький надав кошти для спорудження костелу (на плані мав форму латинського хреста) Преображення Господнього[джерело?]. Але раніше (1882 року) кс. Баронч Садок стверджував, що домініканам передали монастир і костел Преображення Господнього, в якому колись мешкали василіяни-неуніяти.
Для утримання монастиря Ян Потоцький записав село Пиляву й 8000 золотих готівки з умовою щоденної меси за нього як фундатора кляштору. Першим пріором був магістр теології Іван (Ян) Домінік Рожнятовський гербу Сас. Також пріором був магістр теології Казімєж Заґурскі, якого під час подорожі замордували турки під Підгайцями в 1675 році.
Діяльність кляштору була затруднена війнами, невеликими коштами для його існування за життя фундатора, малою кількістю мешканців села Пилява (7 осіб). Монастир якийсь час мав у власності винницю з котлом, також його забезпечували 10 бучачан, які проживали на юридиці. Зокрема, 1740 року цілий річний дохід становив 892 злотих (з Пиляви 400), процент від капіталів — 431 золотий, юридика давала 191. В 1764 році певний капітал становив 7000 злотих, непевний — 48000; костел виглядав вбого, тому Микола Василь Потоцький дав 2000 дукатів для його оздоблення, за що — на знак вдячності — було встановлено пам'ятну плиту над дверима захристя з текстом присвяти доброчинцю.
Потім ситуація погіршилася конфліктом та неприхильним ставленням до РКЦ, переходом на унійний обряд М. В. Потоцького.
30 листопада 1789 року рішенням уряду кляштор був скасований. Костел купив дідич Медведівців п. Станіслав Пєньчиковський, за його наказом був розібраний у 1808 р., матеріал був використаний для побудови церкви та садиби в селі. Згідно з урядовою люстрацією (ревізією) від 15 березня 1809 р., монастир складався з будівлі (кляштору), городу (2 морґи), великого подвір'я (було обнесене частково дерев'яними штахетами, частково кам'яними стовпами; в одному кінці була стайня на 6 коней і возівня); оцінена вартість — 17161 крон 45 крейцарів; купив бучацький поштмайстер Ґеорґ Федерер, після кількох перепродажів за 1300 злотих купив бучацький декан ГКЦ о. Михайло Курилович — в приміщенні кляштору було організовано навчання дівчат («бурса»).

### Подальші роки
Якийсь час, принаймні наприкінці існування Австро-Угорщини та під час польської анексії ЗОУНР у 1920-1930-х роках у приміщенні монастиря діяв відділок ("постерунок") поліції.

## Розкопки 2013—2015 років
Влітку 2015 року на вул. Гнатюка науковці держпідприємства ОАСУ «Подільська археологія» (Тернопіль) під час розкопок встановили, що на цій ділянці було масове перепоховання наприкінці XVIII — на початку XIX ст. (кістки датують XIV-XVII ст.), а на території колишнього цвинтаря велось будівництво. Результати розкопок дозволяють припустити, що саме тут і були Церква і монастир Святої Трійці.